# Pașaport imunitar

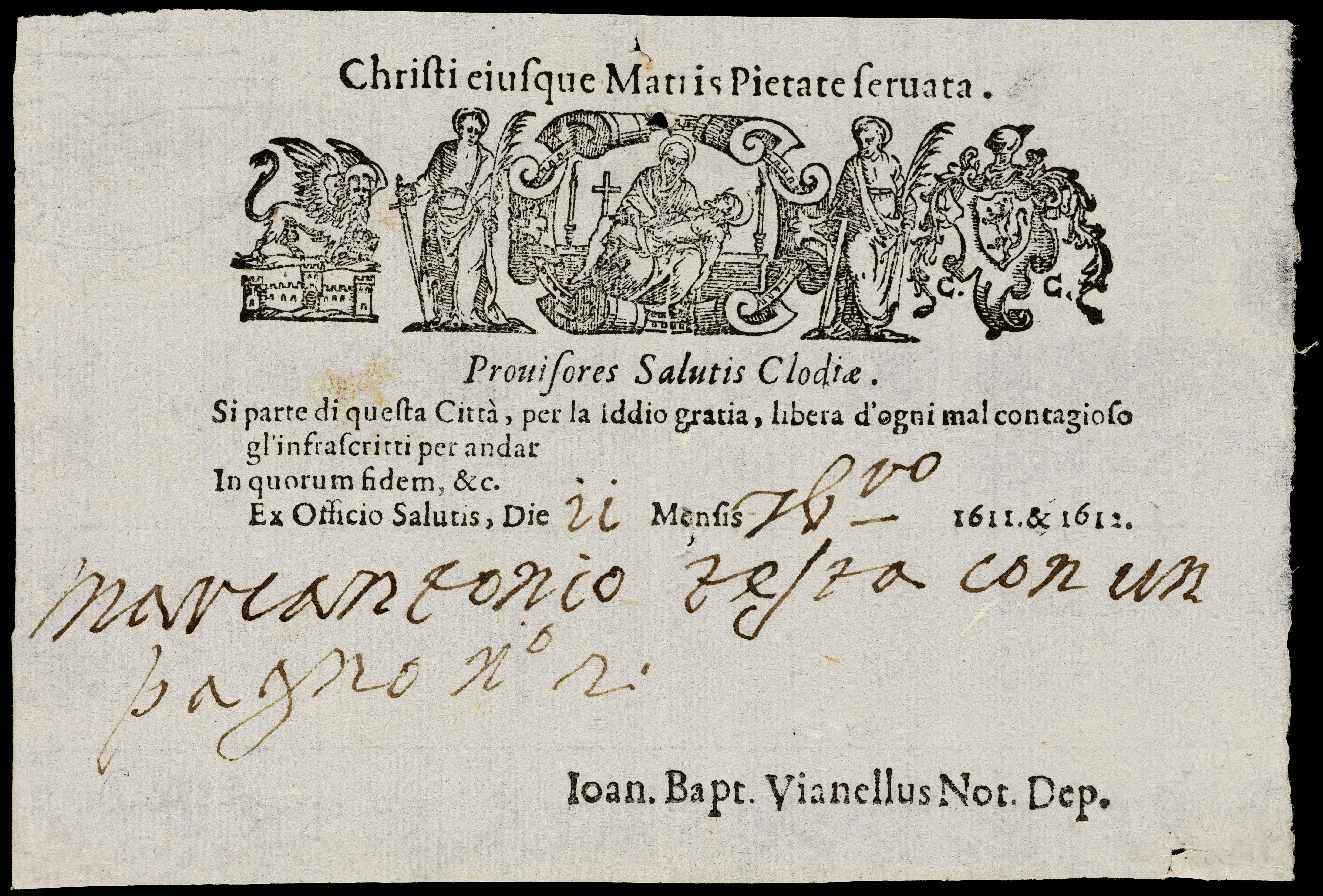
Pașaport italian de sănătate din 1722 care certifică faptul că persoana in cauză este lipsită de „pestă”

Pașaportul imunitar, pașaportul de imunitate, pașaportul de sănătate sau certificatul imunitar este un document de identitate utilizat ca politică publică de sănătate, care certifică faptul că o persoană a fost imunizată împotriva unei boli infecțioase specifice, fie prin vaccinuri, fie prin orice altă metodă, cu intenția de a reduce reduce contagiunea și morbiditatea acesteia asupra populației în general. Această condiție ar acorda anumite drepturi, avantaje sau beneficii persoanelor menționate în detrimentul celor care nu au fost imunizate, cum ar fi, de exemplu, mai multă libertate de circulație, admiterea în locuri aglomerate cu o capacitate mare etc., în special pentru a atenua un focar epidemic sau o pandemie.
Deși originea acestui concept este veche de secole, termenul a început să capete notorietate în secolul XXI în timpul pandemiei COVID-19, ca o modalitate de a încerca o potențială stopare a efectelor sanitare și economice ale pandemiei, acordându-le o documentație de acest tip vaccinaților și recuperaților de boala cauzată de SARS-CoV-2 și variantelor sale.

## Procesul de obținere
Pentru a obține un document de această natură, este necesar ca persoana în cauză să fie supusă unei examinări medicale, care să permită o opinie de specialitate a personalului medical despre boala în cauză. Pentru ca diagnosticul să fie și mai precis, este extrem de important să se efectueze teste la un laborator clinic care să permită rezultate mai precise privind prezența anticorpilor sau antigenelor în sângele, saliva, urina sau vreun alt fluid provenit de la acel pacient.
În unele țări, s-a luat în considerare ideea de a considera un „certificat de vaccinare” ca pe un tip de pașaport imunitar, însă vaccinarea singură nu permite identificarea a cât de imunizată este persoana inoculată și nici imunizarea acesteia la toate variantele (sau tulpinile) produse prin mutația aceluiași virus, în cazul bolilor virale. 

## Istorie
Apariția primelor documente care acreditau starea de sănătate a unei persoane în fața unei epidemii a apărut odată cu înființarea primelor carantine și cordoane sanitare, care au restricționat circulația oamenilor. Există evidențe că, încă din secolul al XVIII-lea, diverse vechi state italiene au emis pașapoarte de sănătate („fede di sanitá” în italiană), cu scopul de a-i scuti pe purtătorii lor de carantine sau pentru a putea trece cu bine eventuale controale sanitare.
Pe timpul focarului de febră galbenă din secolul al XIX-lea, o boală transmisă în principal de țânțari și care avea o rată ridicată a mortalității, era frecvent întâlnit în zonele cu un număr mare de infecții, cum era in Sudul Statelor Unite, să te prezinti ca „aclimatizat” la momentul căutării vreunui loc de muncă, adică faptul că persoana a trăit o perioadă de timp suficientă într-o zonă în care boala era prezentă sau că a fost examinată de un medic care a acreditat respectiva stare de sănătate. Din cauza inexistenței analizelor de sânge, era foarte dificil să se stabilească adevăratul stadiu serologic al persoanei. Acest tip de certificări medicale au fost foarte utile la momentul angajării deoarece cei care aveau această afecțiune erau prioritari, în special în slujbele care necesită pregătire prealabilă, pentru a evita ca lucrătorul pur și simplu să moara după ce mai întâi a fost bine instruit, ceea ce ar fi însemnat o importantă pierdere de bani din partea angajatorului. 